# Liste der Einträge im National Register of Historic Places im Kodiak Island Borough
Die Liste der Registered Historic Places im Kodiak Island Borough führt alle Bauwerke und historischen Stätten im Kodiak Island Borough des US-Bundesstaates Alaska auf, die in das National Register of Historic Places aufgenommen wurden.

## Afognak
- Nativity of Holy Theolokos Church

## Akhiok
- Protection of the Theotokos Chapel

## Karluk
- Ascension of Our Lord Chapel

## Kodiak
- AHRS Site KOD-207
- Agricultural Experiment Station Barn
- American Cemetery
- Erskine House
- Holy Resurrection Church
- Kad'yak
- Kodiak 011 Site
- Kodiak Naval Operating Base and Forts Greely and Abercrombie

## Kodiak Island
- Fort Abercrombie State Historic Site

## Larsen Bay
- KOD-171 Site
- KOD-233 Site
- SS ALEUTIAN (Schiffswrack)

## Old Harbor
- Three Saints Site

## Ouzinkie
- Nativity of Our Lord Chapel
- Sts. Sergius and Herman of Valaam Chapel